# فوتبال در کامرون
پرطرفدارترین ورزش در کامرون فوتبال است. تیم ملی این کشور به طور معمول یکی از قوی‌ترین تیم‌ها در قاره آفریقا است. این تیم پنج مرتبه در جام جهانی شرکت کرده و در ۱۹۹۰ به یک چهارم نهایی رسیده است. در آن بازی در وقت اضافه انگلستان توانست ۳–۲ کامرون را شکست دهد. این تیم همچنین چهار بار قهرمان جام ملت‌های آفریقا و در المپیک سیدنی در سال ۲۰۰۰ موفق به کسب مدال طلا شده‌است. روژه میلا، توماس انکونو و ساموئل اتوئو در میان مشهورترین بازیکنان این کشور هستند.